# Рихард Вагнер
Вилхелм Рихард Вагнер (Лајпциг, 22. мај 1813 — Венеција, 13. фебруар 1883) био је немачки композитор, песник, есејиста и музички теоретичар.
Вагнер је личност од пресудног значаја за историју музике; као један од највећих стваралаца на подручју опере (или „музичке драме“, како је волео да зове своје сопствене), у својим делима је поставио основу озбиљне музике 20. века, нарочито у „Тристану и Изолди“, где се обилно користи хроматизмом и где можемо наћи корен атоналности. Истиче се по употреби лајтмотива. У својим есејима је теоријски поставио основу „свеукупне уметности“, теорије по којој је музичка драма најсавршенији облик уметничког израза јер обухвата све остале гране уметности и да има потенцијал да „искупи свет“, из ког разлога су га још за живота многи оновремени критичари прогласили за мегаломана.
За све своје опере сам је писао либрето (или, у вагнеровском речнику, „поему“), што је последица веровања у „свеукупну уметност“, а улагао је велики труд како би их извео онако како је замислио. С тим циљем је и подигао сопствену оперску кућу. Осим тога, Вагнер је био и велики диригент који је, према чувеном Вилхелму Фуртвенглеру, заједно с Хансом фон Биловом довео до стварања нове генерације диригената.
Вагнерова дела категоришу се са WWV, што је скраћено од немачког Wagner-Werke-Verzeichniss („Индекс Вагнерових дела“).

## Биографија

### Детињство и младост
Вилхелм Рихард Вагнер је рођен у Лајпцигу, као девето дете Карла Фридриха Вагнера, полицијског чиновника, и крштен је у протестантској лутеранској цркви св. Томе. Карл Фридрих је умро од тифуса шест месеци након Рихардовог рођења. Августа 1814. године, Вагнерова мајка, Јохана Розине Вагнер, удала се за глумца и драматурга Лудвига Гајера, кога многи сматрају и Рихардовим биолошким оцем (и он сам је почео да сумња у то у својим последњим годинама, а шпекулисао је и о Гајеровом јеврејском пореклу) и чије је презиме Вагнер носио првих 14 година свог живота. Породица се преселила у Дрезден. Гајер је на Вагнера пренео љубав према позоришту.
Још као дечак, Вагнер је обожавао да чита и пише. Као основац је покушавао да пише драме, а пуно је читао Шекспира. Чак му је пошло за руком да преведе 12 књига Одисеје. Касније ће га занимати и германско-нордијски митови, средњовековна европска књижевност, филозофска дела Фојербаха, Шопенхауера и Ничеа (с овим последњим је једно време и пријатељевао), да би израстао у једног од најобразованијих и најначитанијих људи у деветнаестовековној Европи.
Вагнер је 1828, када је имао 15 година, први пут дошао у близак додир са музиком Лудвига ван Бетовена. У јануару је чуо његову Седму симфонију, а у марту и Девету, којом је био до те мере погођен да је одлучио да постане композитор. Чак и касније, Вагнер је сматрао да је корен све његове музике Бетовенова Девета симфонија. Вагнер никада није имао право музичко образовање; своје познавање музике дугује неколико месеци часова код чувеног музичара Кристијана Теодора Вајнлига (учитељ Кларе Шуман, жене Роберта Шумана). Вајнлиг је био толико одушевљен његовим музичким талентом да је одбио да му наплати часове.
Године 1832, Вагнер пише своју Симфонију у це-дуру, што му омогућава каријеру као диригент. Одмах затим покушава да напише своју прву оперу, Венчање, коју никада није завршио услед сестриног негодовања. Њој се гадила радња опере, па ју је Вагнер послушао и уништио либрето.
Године 1833, уз помоћ свог брата, Карла Алберта, Вагнер успева да постане хоровођа у Варцбургу. Тада пише и своју прву комплетну оперу, Виле, која је била написана потпуно у стилу Карла Марије фон Вебера. Опера није изведена за његова живота. Премијерно извођење је било 1888. у Минхену. Вагнер је лично поклонио партитуру овог дела краљу Лудвигу II Баварском, да би неколико деценија касније била поклоњена Адолфу Хитлеру, великом љубитељу Вагнеровог опуса. Заједно са многим документима, и ова партитура је спаљена у Фирербункеру током последњих дана Другог светског рата.
Године 1836, компонује комичну оперу Забрана љубави, чија је премијера била у Магдебургу. Премијера је била слабо посећена, а главни певач је на пола извођења заборавио свој текст. Услед оваквог неуспеха, опера није имала друго извођење.
Дана 24. новембра 1836. Вагнер се оженио глумицом Кристином Вилхелмином Планер („Мином“ Планер). Преселили су се у Ригу, која је тада припадала царској Русији, где је Вагнер био директор опере. Њихов брак је трајао све до њене смрти 1866, иако је био веома несрећан. Тек неколико недеља након њиховог венчања, Мина је побегла са војним официром који ју је касније оставио без пребијене паре. Вагнер ју је примио назад, али је ово био тек први сукоб у тродеценијском браку који се завршио потпуном отуђеношћу мужа и жене. Вагнер ће касније и сам имати многе познате љубавне афере, које ће изазивати ужасне скандале у немачком друштву.
Године 1839, Мина и Вагнер су морали да побегну из Риге због дугова, који ће Вагнера мучити још неколико деценија. Њих двоје су, заједно са својим њуфаундлендером, Робером, пошли бродом за Лондон. Ова напорна и олујна пловидба уз норвешку обалу ће касније Вагнеру послужити као инспирација за нову оперу, Холанђанин луталица. У Лондону се брачни пар није задржао дуже од недеље, а 1840. и 1841. годину су провели у Паризу, где је Вагнер завршио Ријенција и Холанђанина луталицу.

### Париз, Дрезден и устанак
У Паризу је Вагнер 1840, уз помоћ тамошњег композитора Ђакома Мајербера, извео Ријенција. Дело је имало огроман успех, иако је то било његово најдуже дело (обично траје дуже од 5 сати) и нема претерану музичку важност, будући да је компонована под утицајем Мајербера. Ту можда можемо наћи и узрок Вагнерове наводне нетрпељивости према Јеврејима: Мајербер је у ствари био Јеврејин, а његове опере, иако, по Вагнеру, комерцијализоване и без велике уметничке вредности, биле су изузетно популарне. Вагнер је у Паризу био под његовим патронатом, али упркос томе је био гневан што је један просечан композитор био више цењен од њега. Вероватно га је додатно увредила чињеница што је Ријенци називан „Мајерберовом најбољом опером“ (овај надимак се приписује Хансу фон Билову).
У 1842. Вагнерови су се вратили у Дрезден, где је Ријенци такође био добро примљен. Брачни пар је остао у Дрездену наредних шест година, а Вагнер је радио као дворски диригент. Ту је и извео Холанђанина луталицу а касније и Танхојзера, своју нову оперу. Вагнер је чак именован за краљевског капелмајстора - најстабилније запослење које ће икада имати.
Боравак у Дрездену је прекинула Вагнерова умешаност у политику левице: у немачким државама је јачао националистички покрет који је захтевао уједињење у јединствено царство и демократизацију државе. Вагнер је био ентузијастични присталица овог покрета, пропагирајући их и примајући многе познате истомишљенике у своју кућу. Чак је упознао и чувеног руског анархисту, Михаила Бакуњина.
Незадовољство саксонском владом достигло је врхунац када је краљ Фридрих Август II распустио парламент и одбио устав који му је тражио народ. То је довело до Мајског устанка, у којем је Вагнер играо мању улогу, држећи стражу на осматрачници и правећи ручне бомбе. Ипак, брз слом овог устанка довео је до расписивања потерница за револуционарима. Вагнер је морао да побегне из Немачке, најпре у Париз, а одатле у Цирих.

### Изгнанство, повратак и сазревање ставова
Вагнер је наредних дванаест година свог живота провео ван Немачке. Лоенгрина је завршио пре изгнанства, али сада није био у стању да га изведе у Немачкој. Међутим, у помоћ му је притекао добар пријатељ, композитор Франц Лист. Лист је оперу извео веома успешно у Вајмару, у августу 1850.
Сам Вагнер, међутим, био је у веома лошој ситуацији, најпре зато што на Лоенгрину није могао да заради, а уз то је и живео у веома лошим односима са супругом Мином, којој се нису свиђале опере које је написао после Ријенција.
Пре него што је напустио Дрезден, почео је да ради на делу које ће прерасти у Прстен Нибелунга. У ово време, намеравао је да митолошку тематику смести само у једну оперу, коју је назвао Зигфридова смрт. Либрето је написао 1848. У Цириху је одлучио да напише и оперу о Зигфриду, тако да би се радња одвијала у два дела. Напослетку је осмислио читав циклус од четири опере и почео да пише либрето за Рајнско злато и Валкиру, под утицајем хуманистичке филозофије Лудвига Фојербаха, с којом се упознао у 1851, а која је означила прву велику промену у његовим ставовима.
Много значајнији утицај на Вагнера, почев од 1854, имала је филозофија Артура Шопенхауера, која га је заинтересовала за будизам. Шопенхауеров утицај ће остати пресудан до краја Вагнеровог живота и трагове те доктрине можемо наћи у свим његовим наредним делима.
Треба напоменути да се у Цириху Вагнер бавио и есејима; многи од његових најчувенијих есеја настали су управо за време његовог изгнанства. Тада је формулисао теорију о опери као „потпуној уметности“.
Вагнер је радио на Прстену Нибелунга до 1856. До тада је завршио Рајнско злато и Валкиру, као и прва два чина Зигфрида. Те године је одлучио да привремено прекине с радом на Прстену и напише посебно дело: Тристана и Изолду. На то га је навела љубавна веза са Матилдом Везендонк, женом Ота Везендонка, Вагнерове присталице који је Рихарду и Мини дао да живе у колиби на свом имању у Цириху. Није познато колики је опсег ова афера имала (зна се да Матилда, иако је Вагнеру узвраћала љубав, није желела да поквари свој брак са Отом), али послужила је као инспирација за Вагнерову нову оперу. Инспирацију у Вагнеровој љубави према Матилди нашле су и Везендонк песме, збирка од пет песама које је написала Матилда (иначе писац и песник), а за које је Вагнер написао музику.
Вагнеров брак са Мином Планер је био озбиљно угрожен 1858, када је она пресрела једно од његових писама Матилди. Вагнер сам одлази за Беч. Тек од 1862. су почели да живе одвојено, али Вагнер је наставио да издржава Мину све до њене смрти 1866. године.
Из Беча Вагнер је опет отишао у Париз, где је покушао да изведе нову верзију Танхојзера. У оперу, која је за париску публику преведена на француски, између осталог убацује и балет, јер је балет био обавезан елемент француске опере. Међутим, балет је по правилу требало да буде у другом чину, али Вагнер га је убацио у први чин како би му дао драмски смисао. Извођење су због тога упропастили припадници аристократског Џокеј клуба (фр. Jockey Club), у којем се скупљао крем француског друштва. Они су имали обичај да током првог чина опере вечерају, а затим дођу у позориште и погледају балет у другом чину. Остатак опере би сасвим прескочили. Извођаче су буквално отерали са позорнице у знак свог незадовољства, а Вагнер је био толико бесан због овог фијаска да никада више није дозволио продукцију неке своје опере у Паризу.
Године 1861, Вагнеру је дозвољено да се врати у Немачку. Тада је почео да пише своје најведрије дело, комедију Мајстори певачи из Нирнберга. Покушао је да изведе Тристана и Изолду у Бечу, где је опера имала чак седамдесет проби, али напослетку је, 1864, продукција пропала јер је дело сматрано неизводљивим. Ипак, Вагнерове муке су окончане када је, исте године, баварски краљ Лудвиг II дошао на престо.
Лудвиг II, којег данас многи сматрају ментално нестабилним хомосексуалцем, као дете се заљубио у Вагнерова дела, нарочито у Лоенгрина, с којим се поистовећивао. Касније је саградио чувени дворац Нојшванштајн инспирисан овом Вагнеровом опером. Мада је његова помоћ Вагнеру била изузетна, данас се често прецењује: током последњих 19 година свог живота, композитор је од свог обожаватеља и заштитника добио 562914 марака, што је и није небеска цифра, ако се узме у обзир да је на кочије за краљевско венчање (до којег никад није ни дошло) потрошено читавих 1,7 милиона марака.
Краљ је сместа отплатио композиторове дугове и омогућио му да нова дела изведе у Минхену, где се Вагнер, на његов позив, настанио. Тристан и Изолда су ту изведени уз огроман успех.
Вагнер је изазвао скандал у Минхену, међутим, када је ступио у аферу са Козимом фон Билов, ванбрачном ћерком Франца Листа и женом великог диригента Ханса фон Билова, који је, као један од Вагнерових најватренијих љубитеља, дириговао на премијери Тристана и Изолде. Године 1865, она је Вагнеру родила ванбрачну ћерку, коју су назвали Изолда. Иако је био Вагнеров пријатељ, Лист је био противник ове афере, али сам Ханс фон Билов, упркос индискретној Козиминој прељуби, није Вагнеру замерио због афере и наставио да буде велики Вагнеров љубитељ. Ипак, вест о афери је у Минхену била примљена са шоком, па су Вагнер и Козима морали да напусте Минхен. Краљ Лудвиг је размишљао да абдицира како би могао са Вагнером да оде из Минхена, али овај га је одвратио од тога.
Вагнер и Козима су се настанили у вили Трибшен крај Луцерна, где им се родило још двоје ванбрачне деце, Ева и Зигфрид. Козима се од Билова развела тек у октобру 1868, а за Вагнера се удала 25. августа 1870. Као последица овог брака, Лист и Вагнер нису комуницирали годинама, али Лист се на крају и сам настанио у Бајројту, месту које ће за Вагнера касније имати изузетан значај. Иако је Вагнер, по некима, повремено имао љубавнице, у браку са Козимом је остао до краја живота.
Вагнер се 8. новембра 1868. упознао са младим филологом Фридрихом Ничеом у кући своје сестре Отилије и њеног мужа Хермана Брокхауса. Ниче је 27. октобра присуствовао извођењу увертире Тристана и Изолде и Мајстора певача и био одушевљен Вагнеровом музиком. Ничеа и Отилију је повезала узајамна пријатељица, жена Ничеовог ментора Фридриха Ричла, која је Вагнеру испричала како Ниче одлично свира његове партитуре, па је он изразио жељу да се упознају. Композитор је на Ничеа оставио веома јак утисак и ускоро су њих двојица постали веома блиски пријатељи. Ниче је Вагнера сматрао једином особом која заиста разуме његову филозофију и у њему је видео дионизијски препород европске културе.
Пошто је коначно имао стабилан живот, Вагнер се посветио раду на Прстену Нибелунга. На инсистирање краља Лудвига, Рајнско злато и Валкира су изведену у Минхену, иако то није била Вагнерова жеља (желео је да се цео циклус изведе у један мах). Зато је, по завршетку Зигфрида, одлучио да јавност не обавештава о напретку свог рада на Прстену. Такође, за извођење циклуса Вагнер није могао ваљано да изведе у било ком позоришту, па је одлучио да сагради сопствено, које би било посебно саграђено ради извођења Прстена. Године 1871, се одлучио да оперску кућу сагради у Бајројту, малом месту крај Минхена.
Да би скупио новац за изградњу, Вагнер је кренуо на турнеју по Немачкој, одржавајући концерте, а основана су и удружења за подизање средстава. Истинску финансијску помоћ, међутим, пружио је краљ Лудвиг 1874. Те године се породица Вагнер преселила у Бајројт, у вилу коју је Рихард крстио Ванфрид (буквално „мир од лудила“).
Позориште, које је названо Бајројт фестшпилхаус, отворено је 1876. премијерним извођењем комплетног Прстена Нибелунга, које је трајало од 13. до 17. августа. То је био први Бајројтски фестивал, годишња свечаност када се у овој оперској кући изводе Вагнерова дела. Фестивал се одржава и дан данас, а веома је популаран. На карте се у просеку чека осам година.

### Последње године
Након првог фестивала, Вагнер је неко време провео у Италији, где ради на својој последњој опери, Парсифалу. Рад на опери је завршио тек јануара 1882. Исте године је одржан нови фестивал, када је премијерно изведено ово дело. Вагнерова жеља је била да Парсифал буде везан искључиво за Бајројт, па је одлучио да се наредних тридесет година ово дело изводи искључиво ту. Недуго након његове смрти, међутим, и друга позоришта су почела да изводе Парсифала.
У ово време долази и до потпуног прекида његовог пријатељства с Ничеом. Њихови односи почели су још раније да захладњују; Ниче је 1874. Вагнеру покушао да приближи музику Брамса, кога овај није подносио, будући да су Вагнер и Брамс били предводници две супротстављене струје немачког романтизма - Брамс је око себе окупљао конзервативце, а Вагнер и Лист су заступали напредну музику. Ниче и Вагнер су се посвађали, али Козима их је измирила. Ипак, Ниче се тада разочарао у Вагнера, али пријатељство је још увек опстало. Присуствовао је првом Бајројтском фестивалу, али је до тог времена већ постао врло критичан према Вагнеру; овај, пак, му је посветио веома мало пажње током фестивала, што је допринело расколу. Крајем октобра 1876. су њих двојица, приликом боравка у Соренту (где се Вагнер одмарао са породицом, а Ниче је дошао због здравља), последњи пут заједно отишли у шетњу. Вагнер је ту Ничеу причао о свом Парсифалу. Ничеу се згадила хришћанска тематика опере и одлучио је да оконча с Вагнером. Никада се више нису видели, али је Вагнер Ничеовом лекару скренуо пажњу да филозоф пати од „опсесивне мастурбације“ и предложио лечење. Историчари су сукобљени око тога да ли је Вагнер то учинио из пакости или из искрене забринутости за Ничеово здравље, али зна се да је филозофа то разбеснело.
Ниче је писао против Вагнера у својим каснијим есејима, нарочито у Ниче контра Вагнер; ту је описао како је прекинуо све везе са композитором и разочарање што се Вагнер вратио хришћанству (ову чињеницу је видео као знак слабости). Ту пише: „Рихард Вагнер, наизглед победоносан, али у суштини трули, очајни декадент, изненада је потонуо, беспомоћан и сломљен, пред хришћанским крстом“. Упркос свему томе, Ниче се до краја живота дивио Вагнеровој музици.
До 1882, Вагнер је већ био веома болестан. Патио је од тешких напада ангине, па је са породицом отишао у Венецију те зиме како би повратио здравље. Ту је и умро 13. фебруара 1883. од срчаног удара. Имао је скоро седамдесет година. Могуће је да је срчани удар настао као последица свађе коју је имао са женом 13. фебруара, када је она сазнала за његову опчињеност (а можда и аферу са) Енглескињом Кери Прингл, која је певала у Парсифалу.
Умро је у Козиминим рукама. Док је умирао, испао му је сат који му је раније поклонила, и, иако међу онима који су били присутни има неслагања, чини се да су његове последње речи биле: „Мој сат“. Верује се да је Козима држала његово тело пуна двадесет четири часа након његове смрти. Тело је враћено у Бајројт и сахрањено у дворишту виле Ванфрид.

## Дела
Сва дела, осим есеја, списа, новела, мемоара, преписке и сличног, категорисана су са WWV. На списку се налазе и недовршена дела, чак и она за која постоје само скице.

### Опера
Опере су област музике у којој се Вагнер истиче; по многима је он највећи композитор опере, док Верди и Моцарт не заостају много за њим.
Што се тематике тиче, Вагнер је налазио инспирацију у митологији и легендама северне Европе, углавном из исландских извора. Кроз своје опере и теоретске есеје, Вагнер је извршио велики утицај на оперу као медијум. Заговарао је нову форму опере коју је називао „музичка драма“, у којој су сви музички и драмски елементи били помешани. За разлику од других композитора, Вагнер је за све своје опере сам писао либрето које је он звао „поеме“, јер је веровао да музичка драма као потпуна уметност треба да буде дело једног човека. Ова чињеница је његовим делима такође дала далеко снажнији филозофски смисао него што је то био случај код ранијих опера. У композиционом стилу који је Вагнер развио оркестар има исту улогу као и певачи. Драмска улога оркестра обухвата извођење лајтмотива, музичких тема које објављују посебне ликове, места и битне елементе заплета.
Вагнер је увео нове идеје у хармонију и музичку форму, укључујући и екстремни хроматизам. У Тристану и Изолди, он је истражио границе традиционалног тоналног система које су му давале идентитет, водећи ка атоналитету у 20. веку. Неки историчари музике стављају почетак модерне класичне музике на прве ноте Тристана („Тристанов акорд“).
Неки од оних који проучавају Вагнера и његова дела сматрају да је Вагнер многе ствари везане за људску психу и њен развој схватио дуго пре него што су их Фројд и Дарвин испитали и обзнанили у својим делима.

#### Рани период
Вагнер је почео своју каријеру композитора са 19 година — његов први покушај да напише оперу је био Венчање, коју је напустио 1832. Три завршене опере раног периода су Виле, Забрана љубави и Ријенци. Стил ових дела је веома конвенционалан, и не садржи иновације које су обележиле каснији Вагнеров рад и обезбедиле му посебно место у историји музике.
Вагнерова рана дела немају велику уметничку вредност, иако је Ријенци био веома популаран током читавог живота композитора (Вагнер се касније стидео ове чињенице, јер је сматрао Ријенција срамотним и лошим делом због неразвијеног стила). Данас се ретко изводе, иако је увертира Ријенција постала познат концертни комад.
- Венчање (1832)
- Виле (1833)
- Забрана љубави (1836)
- Ријенци (1837)

#### Средњи период
Почев од Холанђанина луталице, Вагнер је раскрстио с дотадашњим стилом у опери и почео је да спроводи њену реформу и модернизацију. Новотарија коју уноси јесте велико коришћење лајтмотива (музичких мотива који осликавају ликове или ситуације) и уводи „бескрајну мелодију“, што значи да се у опери не издвајају посебне арије, док музика представља целовит и непрекинут ток. Пре Холанђанина је опере писао по „старом шаблону“, дакле, са разграниченим аријама и без лајтмотива. Дела из овог периода се данас веома често изводе.
- Холанђанин луталица (1843)
- Танхојзер (1845)
- Лоенгрин (1848)

#### Касни период
Ове опере представљају Вагнерова ремек-дела, којима је он условио настанак нових музичких праваца у касном 19. и раном 20. веку. Тристан и Изолда, његова најбоља појединачна опера, се граничи са атоналношћу, одликом касније музике, док Прстен Нибелунга представља његов магнум опус, у ком он у потпуности следи своје принципе музичке драме.
- Тристан и Изолда (1859)
- Мајстори певачи из Нирнберга (1867)
- Прстен Нибелунга, који се састоји из следећих опера:
  - Рајнско злато (1854)
  - Валкира (1856)
  - Зигфрид (1871)
  - Сумрак богова (1874)
- Парсифал (1882)

### Инструментална и остала музика
Ван поља опере, Вагнер је написао релативно мало музике. Имао је намеру да се врати писању симфонија после Парсифала, али смрт га је у томе спречила. Међу делима која не спадају у опере истичу се следећа:
- Симфонија у це-дуру;
- Симфонија у е-дуру (незавршена);
- Концертне увертире, од којих су најзначајније:
  - Полонија увертира у це-дуру (1836), у славу Пољске;
  - Rule, Britannia, увертира у де-дуру (1837), инспирисана истоименом британском патриотском песмом;
  - Фауст-увертира у де-молу (1840, преуређена 1855. године);
- Апостолски обед љубави за хор и оркестар (1843);
- Три клавирске сонате:
  - Клавирска соната у бе-дуру (1831);
  - Клавирска соната у а-дуру (1832);
  - Клавирска соната у ас-дуру (1853);
- Фантазија у фис-молу(1831);
- Везендонк песме за женски глас и клавир;
- Зигфрид идила за мали оркестар (1870).
- Амерички стогодишњи марш (1876) (који је од њега наручила влада САД крајем 1875, поводом стогодишњице америчке независности за пет хиљада долара).
- Царски марш у бе-дуру (1871)

Увертире и оркестарски делови из опера Вагнеровог средњег и позног периода обично се свирају као концертна дела. За већину њих, Вагнер је написао кратке пасусе у виду закључака истргнутог дела како се не би завршавали нагло, као, на пример, за Парсифалову увертиру и Зигфридов посмртни марш. Занимљива је чињеница да концертна верзија Тристанове увертире није популарна и ретко се изводи, мада се повремено изводи заједно са Изолдином завршном аријом.

### Теоретски радови и есеји
Вагнер је био изузетно плодан писац — написао је велики број књига, песама и чланака, као и обимну преписку током целог свог живота. Његова дела обрађују велики број тема, укључујући политику, филозофију и детаљне анализе (често веома контрадикторне) сопствених опера.
Есеји укључују Опера и драма из 1851, есеј о теорији опере и Јеврејство у музици из 1850, полемичан спис уперен против јеврејских композитора уопште, посебно против Мајербера. Такође је написао и аутобиографију, Мој живот.
Вагнерова аутобиографија је започета 1871. Вагнер је дело диктирао својој жени, Козими. Пошто је завршено, дело је штампано у само 25 примерака, који су подељени пријатељима. Дело је објављено за јавност тек након Вагнерове смрти, 1911, и представља значајан културноисторијски споменик 19. века.
У битније есеје спадају Уметност и револуција и Уметничко дело будућности из 1850.

### Приче, драмски пројекти и недовршена оперска дела
Вагнер је иза себе оставио фрагменте многих покушаја писања драма или опера; неке новеле су објављене и читају се. Што се недовршених опера тиче, најпознатији су Победници, од којих је опстала само прозна скица, а који су замишљени као опера о Буди. Вагнер је основне мисли ове опере интегрисао у Парсифала.
- Леубалд, поема, 1828.
- Висока млада, или Бјанка и Ђузепе, опера, 1836, 1842.
- Мушкарци лукавији од жена, или Срећна породица медведа, комична опера, 1837.
- Ходочашће ка Бетовену, новела, 1840.
- Крај у Паризу, новела, 1841.
- Радосно вече, новела, 1841.
- Сараценка, опера, 1841—1843.
- Фалунски рудници, опера, 1841 — 1842.
- Фридрих Први, драма, 1846—1848.
- Исус Назарећанин, драма, 1849.
- Ахил, драма, 1849—1850.
- Ковач Виланд, опера, 1850.
- Победници, драма, 1856.
- Лутерово венчање, драма, 1868.
- Капитулација: комедија на антички начин, поема, 1870.

## Реформа опере
Вагнер је проблем реформе теоретски изложио у есеју Опера и драма. Сматрао је да „заблуда опере лежи у томе што је у њој средство израза (музика) постало циљ, а циљ израза (драма) постао средство“. Зато својим делима спроводи велику реформу немачке опере:
- мења структуру опере;
- драму поставља као циљ, а музику као средство;
- избегава периоде са потпуним каденцама, не истиче арије и ствара „бескрајну мелодију“;
- увелико користи и усавршава лајтмотив (иако није први који се њиме користи);
- уместо увертире уводи предигру — муз.форшпил, којом повезује лајтмотиве;
- симфонизује оркестар и уводи нове инструменте: Вагнерову тубу, баскларинет и енглески рог;
- хорове користи само где радња то изричито захтева.

### Гезамткунстверк
У свом делу Уметност будућности из 1849. године, теоријски је поставио основу онога што он назива „свеукупна уметност“, убеђење по којем опера представља синтезу свих уметности, и указао на проблем дотадашње опере, у којој је драмска радња била запостављена у корист музике. Према Вагнеру, опера се састоји из главних грана уметности: музике, драме (књижевности) и ликовних уметности. Веровао је да је таква синтеза уметности постојала у старогрчкој трагедији, али је касније изгубљена када су се ове уметности издвојиле. Проблем опере је лежао у чињеници што је драмска радња запостављена у корист музике.
Вагнер је веровао да, упркос томе што је античка Грчка поседовала синтезу тих уметности, драма је достигла врхунац у делима Шекспира, а музика у делима Бетовена. Било је потребно само повезати та постигнућа и добити истинску музичку драму.
Вагнер одређује три централне вештине људског бића које је уткао и музичку драму по чему се она разликује од опере:
- уметност плеса (гестикулација, покрет, мимика, али не балет, који је био заступљен у опери),
- уметност тона и
- уметност поезије.

Ове три уметности назива „чисто људским“ уметностима. Поред ових, додаје три пластичне уметности: архитектуру, скулптуру и сликарство као помоћне уметности које учествују у стварању тоталне уметности на сцени.
У позориште је унео револуцију коришћењем сценских ефеката како би омогућио публици да се у потпуности уживи у илузију музичке-драме; иако се данас такви ефекти подразумевају у позоришту, средином 19. века је то била крупна иновација. Дијалози и монолози у опери су више као позоришни — без понављања током певања, а хор Вагнер користи сасвим ретко јер верује да нарушава илузију стварности. У читавом Прстену Нибелунга хор се користи само у другом и трећем чину Сумрака богова.

## Личност
Осим што је био изузетан композитор и мислилац, Вагнер је био и фасцинантна личност, што његовим биографима није промакло. Ту личност је свакако потребно подробно испитати, јер је она у блиском додиру са његовим делом.
Вагнер је био низак, али услед изузетно доминантног држања чинило се много виши. Едуард Ханслик га је описао као оличење егоцентризма, што је и био. Свет је делио на пријатеље и непријатеље, а пријатељи су били - слуге, који су на свет постављени за његово уживање. Његов чудовиштан однос према онима који су га највише волели не престаје да згражава историчаре, али још је чуднији њихов однос према њему: гледали су у њега као у бога, и, упркос свем његовом омаловажавању и незахвалности, настављали су да га служе. Вероватно су најбољи пример за ово Ото Везендонк и Ханс фон Билов: и један и други су били предани вагнеровци, и једном и другом је Вагнер буквално преотео жену, а опет су му и један и други опростили и наставили да га помажу с подједнаком ревношћу као и пре.
Такође је била злогласна Вагнерова навика да позајмљује паре и никада их не врати. Дугови су га пратили до краја живота, као и зеленаши којима је новац требало вратити; једна богата париска Јеврејка, мадам Швабе, позајмила му је знатну суму новца (с Јеврејима никада није имао проблем ако су му били од користи - још један пример је бечки вагнеровац и пијаниста Таусиг), а пошто је он одбио да јој врати паре, тужила га је и тек је на тај начин успела да добије свој новац (а и то је отплатила Козима). Занимљив је и пример када је Вагнер од једног млађег богаташа у писму тражио новац на крајње дрзак начин. Био је, наравно, одбијен, а у писменом одговору се чини искрено зачуђеним и изненађеним због те одлуке. Ипак, како каже, на губитку је господин који није хтео да уложи у њега.
Ипак, било би неправедно Вагнера представити у сасвим негативном светлу, јер је умео да буде и веома пријатан. Пример је Зигфрид-идила, коју Вагнер не само да је из срца посветио Козими за рођендан и Божић (рођена је 24. децембра), већ је и пажљиво осмислио начин на којој ће јој тај поклон представити. Даље, Херман Леви, син рабина и диригент „Парсифала“, био је Вагнеров искрен пријатељ, а Козимини дневници сведоче да је и Вагнер њега волео. Три Јеврејина су радила на „Парсифалу“: Рубинштајн, Поргес и Леви, а сва тројица су били Вагнерови пријатељи. Истина је да је Вагнер Левија покушао да натера да прими хришћанство, али кад се овај наљутио, Вагнер се више није додиривао теме. У писму свом оцу, Леви описује свој веома пријатан дочек у Бајројту и за Вагнера каже да је „најбољи и најплеменитији међу људима“. Ово није једини такав пример у Вагнеровој биографији.
На окупљањима и забавама, Вагнер је увек био у средишту пажње. Најбољи пример је Ничеов опис свог првог сусрета са Вагнером: „Пре и после вечере Вагнер је свирао, укључујући и све значајне одељке „Мајстора певача“, имитирајући вокалне делове и просто је сав пламсао. Јер он је задивљујуће живахан и бодар човек, говори веома брзо, веома је духовит и окупљања ове врсте чини веома веселим. Дуго сам разговарао с њим о Шопенхауеру, можеш замислити каква је то радост за мене била да га слушам како о њему говори са сасвим невероватном топлином, казавши колико много му дугује и како је он једини филозоф који је разумео природу музике... После тога нам је прочитао део своје аутобиографије коју сада пише, једну крајње забавну сцену из својих студентских дана у Лајпцигу, о којој ни сад не могу да мислим а да се не насмејем... На крају вечери, док смо се нас двојица спремали да одемо, стиснуо ми је руку веома топло и срдачно ме позвао да га посетим да бисмо свирали музику и разговарали о филозофији“.
Током целог живота, а у последњим годинама нарочито, Вагнер је био склон жестоким налетима беса који је изражавао на сумануте начине. Херман Леви је лично присуствовао једном призору у ком се Вагнер, из неког разлога незадовољан, драо и викао, махао песницом и ударао ногом по поду; затим је изненада почео да се понаша као кловн, узео Зигфридов рог, ставио га на главу и тако појурио ка стомаку једног важног госта.
Једна од Вагнерових карактерних црта - његов страховити хедонизам - нарочито је дошла до изражаја у његовим каснијим годинама, када је коначно дошао до новца. Његове афере, болесна склоност ка луксузу и расипању, као и тенденција да носи одећу коју су неки сматрали женском згражавала је конзервативне грађане Немачке. Ово последње Вагнер је увек правдао својом кожном болешћу и немогућношћу да носи било шта осим свиле на телу - што, само по себи, није могло да буде разлог и томе што је у приватности волео да се облачи веома ексцентрично. Неки биографи су чак изнели тврдњу да је, наводно наручујући хаљине и рубље за Козиму, у ствари наручивао одећу за себе, јер нема индиција да је она ту одећу икада добила. „Парсифал“, Вагнерова света драма, изискивала је од њега најчулнију могућу инспирацију (у овом периоду, на пример, Вагнер би сипао огромну количину парфема у своју свакодневну купку).

## Контроверза
Вагнерове опере, списи, политички погледи и убеђења, као и ексцентричан начин живота допринели су много његовом положају контроверзне личности још за живота. Након Вагнерове смрти, расправа о његовим идејама и тумачење истих, нарочито током 20. века у Немачкој, одржале су контроверзно схватање његовог лика и дела. Велика прашина се дигла баш око Вагнерових коментара о Јеврејима, која и даље има утицаја на то како се цене његова дела, као и око есеја које је написао на тему природе расе од 1850. па надаље, као и на његов наводни утицај на антисемитизам Адолфа Хитлера.

### Однос према Јеврејима
Вагнерова наводна нетрпељивост према Јеврејима, чији је узрок највероватније било његово ривалство са Мајербером, и које се касније огледало у Вагнеровом гађењу према делу немачког композитора јеврејског порекла, Феликса Менделсона, је контроверзна теорија око које и дан данас постоје неслагања. Вагнер је у свом есеју Јеврејство у музици, објављеном 1850. под псеудонимом „К. Слободоумни“, критиковао Ђакома Мајербера и Феликса Менделсона и њихов, по њему, лош утицај на музику у Немачкој, као и јеврејске композиторе уопште. Међутим, неки од најпознатијих Вагнерових диригената били су управо Јевреји (Херман Леви, Џејмс Ливајн, Ђерђ Шолти), па чак и за Вагнерова живота (Леви је такође био и Вагнеров близак пријатељ осим што је био први диригент Парсифала). Пред крај живота се упознао са расном теоријом француског писца Артура де Гобиноа, и, иако га је интересовала теорија о томе како европску културу угрожава мешавина „виших“ и „нижих“ раса, никада није веровао у супериорност германско-нордијске расе. Хришћанство је увек постављао испред расне теорије. Интересантно је и да је био велики противник црначког ропства у Америци, као и ропства уопште. Такође је занимљива чињеница и да је Вагнерова прва симпатија, Леа Давид, била Јеврејка.

### Нацизам и Хитлер
Неки данашњи Вагнерови историчари и биографи сматрају да његове опере (као, на пример, Зигфрид и Парсифал) садрже скривене поруке расизма и антисемитизма. Те теорије су неосноване и нетачне, као што су многи други научници доказали, најпре зато што ни у операма ни у Вагнеровим прозним скицама и тумачењима истих не постоји ништа што би указивало на антисемитизам, а с друге стране, такође стоји и чињеница да су националсоцијалисти по избијању Другог светског рата, поставили забрану на извођења Парсифала због пацифизма који ово дело заступа.
Међутим, Хитлер је волео Вагнерова дела, а нарочито Парсифала (иако га је током рата забранио, никада није престао да му се диви) и Мајсторе певаче из Нирнберга. Хитлер је у Парсифалу Амфортасову пропаст тумачио као последицу физичког контакта са Кундри (представницом ниже расе), јер је Парсифал био чист, аријевски јунак који је превазишао искушење да води љубав са женом ниже расе. Вагнер је, међутим, лично објаснио природу како Парсифалове чистоте, тако и Амфортасове пропасти: Парсифал је „чиста будала“ јер су му људски греси страни, а Амфортас пати једноставно зато што је поклекао пред искушењем. С друге стране, Хитлеру су се свиђали Мајстори певачи због патриотске поруке опере коју износи Ханс Сакс на крају трећег чина: „Чак и да нестане Свето римско царство, нама ће остати света немачка уметност“. Као Фирер, Хитлер је присуствовао преко стотини извођења ове опере. О Лоенгрину Хитлер је такође имао високо мишљење, будући да је, како сам каже у својој књизи, Моја борба, то прва опера коју је видео у свом животу, са 12 година.
По виђењу неких биографа, Вагнер је, пред крај свог живота, постао донекле разочаран у свој народ, пошто, како је Вагнер то видео, већина Немаца није била заинтересована да га финансијски помаже. Као пример може да послужи његова реченица коју је Козима забележила у свој дневник 2. децембра 1877. године: „И даље ћу да пишем Парсифала због своје жене, али не бих рекао да је то више знак вере у немачки дух“.
Као последица свега овога, Вагнерове опере никада нису биле извођене у модерној држави Израел. Иако се његова дела изводе на израелским владиним радио и телевизијским станицама, сваки покушај јавног извођења било ког Вагнеровог дела је аутоматски заустављен протестима, укључујући и протесте оних који су преживели холокауст.

## Музички примери
- Кас валкира, у извођењу Георга Шолтија и Бечке филхармоније 1958—1965.